# Решала. Нулевые
«Реша́ла. Нулевые» — российский фильм 2019 года, снятый режиссёрами Жаргалом Бадмацыреновым и Александром Кузьминовым.

## Описание
Фильм стал приквелом к предыдущим двум частям «Решала» и «Решала 2», вышедшим в 2012 году. После выхода первых двух фильмов Евгений Замалиев, Жаргал Бадмацыренов и Александр Кузьминов снимали «Эластико», но решили вернуться к съёмкам криминального кино. Приквел снят в том же стиле бандитского Иркутска и Улан-Удэ с элементами комедии. По состоянию на февраль 2020 года, сборы в кинотеатрах составили 16,65 млн руб.

## Сюжет
Фильм повествует о событиях, предшествовавших первым двум частям. Бо́льшая часть фильма представлена в виде рассказа Завгара о происходивших событиях. Идёт 2008 год, лучшие друзья Костя и Завгар в погоне за лёгкими деньгами придумывают нелегальные схемы заработка. Через подставные компании они выигрывают местные тендеры на проведение строительных работ, активно используют давление на конкурентов с помощью криминальных связей и подкупа представителей власти. В соответствии со своим культурным и нравственным уровнем, они тратят деньги на алкоголь, наркотики и разврат. Однако, увлёкшись «красивой жизнью», партнёры оказываются в западне. Костя организует очередную сделку, связанную с покупкой золотого прииска, которая будет стоить ему дружбы и свободы.

## Критика
Критики отмечают хорошую игру актёров и меньшее, по сравнению с предыдущими частями, присутствие сцен со стрельбой и погонями. Существуют также мнения, что приквел не сможет стать полноценным самостоятельным фильмом с учётом того, что, вероятно, не все зрители смотрели предыдущие две части.
Фильм вошёл в семёрку лучших российских кинокартин 2019 года по версии проекта «Кинократия»

## Актёры
| Актёр               | Роль                   |
| ------------------- | ---------------------- |
| Константин Озеров   | Костя                  |
| Моисей Куртанидзе   | Завгар                 |
| Чингиз Аздаев       | Витя Черный            |
| Жаргал Бадмацыренов | Мормыш                 |
| Евгений Аёшин       | Гулевитский            |
| Вячеслав Ширяев     | строитель Слава        |
| Сергей Васильев     | прокурор Михаил Янович |
| Илья Иванов         | помощник Завгара       |
| Бэлик Дамбаев       | лесничий               |
| Олег Петелин        | Андрей Андреевич       |
| Максим Сорочинский  | Хороший                |
| Александра Чубыкина | Катя, жена Завгара     |
| Александр Стеценко  | Валентин               |
| Влaдимир Никитин    | бородач на пилораме    |
| Роман Язин          | Митяй                  |